# Most přes řeku Kwai (film)
Most přes řeku Kwai (anglicky The Bridge on the River Kwai) je britský válečný film, který podle stejnojmenného románu Pierra Boullea v roce 1957 natočil režisér David Lean. Film získal osm nominací na Oscara, z nichž hlavní cenu získal sedmkrát, a to za nejlepší film, herecký výkon, režii, scénář, kameru, střih a hudbu.
I když je samotný příběh smyšlený, jeho děj se odehrává u mostu v thajském městě Kančanaburi, které se díky filmu stalo oblíbeným cílem turistům. Paradoxem je, že se film ve skutečnosti natáčel na Srí Lance. V Thajsku dokonce ani neexistuje řeka se jménem Kwai. Správně se totiž tok jmenuje "Menám Kvé Noj".

## Děj
V roce 1943 přibývá do japonského zajateckého tábora další várka anglických zajatců, pod vedením plukovníka Nicholse (Alec Guinness). Plukovník Saito (Sessue Hayakawa), velitel tábora, tyto a další zajatce využívá na stavbu železnice, která vede z Bangkoku do Rangúnu. Jsou v úseku, kde se má vybudovat most přes řeku Kwai. Plukovník Nichols propadá posedlosti o vybudování dokonalého mostu. Zajatci postupem času pod jeho vedením most dostaví, ale v průběhu děje uteče z tábora starší americký zajatec Shears (William Holden), který se do tábora vrací se spojeneckým komandem, které má za úkol vyhodit most do povětří i s prvním projíždějícím vlakem.
V den, kdy je most dokončen, jsou zároveň i výbušniny na svých místech. Plukovník Nicholson na své poslední obchůzce obzvlášť pečlivě kontroluje most, díky opadlé vodě si náloží všimne a upozorní hlídkující Japonce. Jeden z členů diverzní skupiny, který měl za úkol vyhodit most do povětří, je zabit japonskou palbou. Další z diverzantů plave přes řeku, ale je zabit právě před Nicholsonem. Když si plukovník uvědomí, co učinil, je již pozdě. Nicholson je smrtelně zraněn posledním ze tří členů diverzní skupiny, ale dopotácí se k detonátoru, upadne na něj a vyhodí most do povětří i s právě projíždějícím vlakem.

## Obsazení
| William Holden      | Shears              |
| Alec Guinness       | plukovník Nicholson |
| Jack Hawkins        | major Warden        |
| Sessue Hayakawa     | plukovník Saito     |
| James Donald        | major Clipton       |
| Geoffrey Horne      | poručík Joyce       |
| Andre Morell        | plukovník Green     |
| John Boxer          | major Hughes        |
| Percy Herbert       | Grogan              |
| Harold Goodwin      | Baker               |
| Ann Sears           | ošetřovatelka       |
| Henry Okawa         | kapitán Kanemacu    |
| Keichiro Katsumoto  | poručík Miura       |
| M.R.B. Chakrabandhu | Yai                 |